# تام پترز
تام پترز (انگلیسی: Tom Peters؛ زادهٔ ۷ نوامبر ۱۹۴۲) نویسنده اهل ایالات متحده آمریکا و مشاور در زمینه مدیریت اجرایی کسب و کار است. او یکی از دو نویسنده کتاب پرفروش در جستجوی تعالی است.